# Monika Schindler
Monika Schindler (* 12. Januar 1938 in Berlin) ist eine deutsche Filmeditorin, die zu einer der renommiertesten Schnittmeisterinnen im DEFA-Studio für Spielfilme aufstieg. Sie arbeitete mit DEFA-Filmregisseuren wie Roland Gräf, Herrmann Zschoche und Günter Reisch zusammen und konnte auch nach der Wende ihre Karriere in der Zusammenarbeit mit Regisseuren wie Andreas Dresen und Winfried Bonengel fortsetzen. Am 28. April 2017 wurde sie, als erste Editorin überhaupt, bei der Verleihung des Deutschen Filmpreises mit dem „Ehrenpreis für herausragende Verdienste um den Deutschen Film“ ausgezeichnet.

## Leben
Monika Schindler begann 1955 eine Lehre im DEFA-Studio für Spielfilme als Filmfotografin, wo sie im Rahmen der fotografischen Grundausbildung auch in der Kopierwerkstechnik sowie in der Trickabteilung eingesetzt wurde. Als Vorbereitung für ihr Studium arbeitete sie ein Jahr im Schneideraum und assistierte unter anderem Hildegard Conrad bei Joachim Kunerts Film Der Lotterieschwede (1958) und der renommierten Schnittmeisterin Lena Neumann, die schon seit Stummfilmzeiten dabei war und diverse Bildmontagen für die Tobis anfertigte. 1958 nahm sie ihr dreijähriges Studium an der Hochschule für Film und Fernsehen Potsdam in der Fachrichtung Filmschnitt auf, das sie mit einem Diplom abschließen konnte.
Anschließend kehrte sie ins DEFA-Studio für Spielfilme zurück, wo sie zunächst als Assistentin arbeitete, später auch in Eigenverantwortung erste Filmproduktionen schnitt, und schließlich 1968 einen Vertrag als Schnittmeisterin sowie einen eigenen Schneideraum erhielt. Ihre erste Montagearbeit, Egon Günthers satirische Komödie Wenn du groß bist, lieber Adam (1965), konnte seinerzeit nicht in die Kinos gelangen, da der Film von der DDR-Zensur verboten wurde. Dennoch avancierte sie in der Folgezeit zu einer der angesehensten Fachkräfte des Studio und wurde zur bevorzugten Schnittmeisterin von Regisseuren wie Roland Gräf, Herrmann Zschoche und Günter Reisch; arbeitete aber auch mit Sergej Gerassimow oder Werner Jacobs zusammen.
Mit der Wende gelang es Schindler, als einer der wenigen Filmschaffenden der DEFA, auch im vereinten Deutschland erfolgreich zu arbeiten. So konnte sie ihre Erfahrungen bei Projekten jüngerer Regisseure wie Andreas Dresen einbringen. Auch im hohen Alter arbeitet sie noch weiter; zum Beispiel hat sie 2016 für die 45 Jahre jüngere Regisseurin Katrin Gebbe den Tatort Fünf Minuten Himmel geschnitten.
Monika Schindler hat an über 100 Filmen als Editorin mitgewirkt und wurde mehrfach ausgezeichnet. 2000 bekam sie für den Schnitt von Hans Warns – Mein 20. Jahrhundert den Deutschen Filmpreis. 2001 gewann sie den Schnitt-Preis des Kölner Festivals Filmplus in der Kategorie „Spielfilm“ für Die Polizistin, und 2010 erhielt sie im Rahmen des gleichen Festivals den Geißendörfer Ehrenpreis Schnitt für ihr Lebenswerk.

## Filmografie (Auswahl)
| - 1965: Wenn du groß bist, lieber Adam - 1965: Tiefe Furchen - 1967: Ein Lord am Alexanderplatz - 1967: Die Heiden von Kummerow und ihre lustigen Streiche - 1970: Mein lieber Robinson - 1970: Unterwegs zu Lenin - 1972: Tecumseh - 1972: Trotz alledem! - 1973: Aus dem Leben eines Taugenichts - 1975: Bankett für Achilles - 1976: Hostess - 1976: Nelken in Aspik - 1977: Die Flucht - 1977: Trampen nach Norden - 1977/1979: Feuer unter Deck - 1979: P.S. - 1980: Die Schmuggler von Rajgrod - 1980: Glück im Hinterhaus - 1980: Und nächstes Jahr am Balaton - 1982: Märkische Forschungen - 1982: Das Mädchen und der Junge - 1983: Fariaho - 1983: Zauber um Zinnober (Fernsehfilm) - 1986: Das Haus am Fluß - 1987: Wie die Alten sungen… - 1987: Die Alleinseglerin - 1988: Fallada – Letztes Kapitel - 1989: Grüne Hochzeit - 1990: Verbotene Liebe - 1991: Das Mädchen aus dem Fahrstuhl - 1991: Der Tangospieler - 1991: Stein - 1992: Die Spur des Bernsteinzimmers | - 1995: Matulla und Busch - 1997: Polizeiruf 110: Der Tausch - 1999: Die Braut - 1999: Nachtgestalten - 1999: Hans Warns – Mein 20. Jahrhundert - 2000: Die Polizistin - 2002: Führer Ex - 2003: NeuFundLand - 2005: Die Hitlerkantate - 2005: Zeppelin! - 2008: Was wenn der Tod uns scheidet? - 2008: Meer is nich - 2009: Es geht um Alles - 2009: Keine Angst - 2010: Tatort – Hitchcock und Frau Wernicke - 2011: Unter Verdacht: Die elegante Lösung - 2012: Sushi in Suhl - 2012: Ein Jahr nach morgen - 2013: Für immer - 2013: Tatort: Machtlos - 2014: Tatort: Vielleicht - 2015: Im Zweifel - 2016: Tatort: Fünf Minuten Himmel - 2016: Dimitrios Schulze - 2017: Fremde Tochter - 2017: Toter Winkel - 2018: Für meine Tochter - 2019: Zielfahnder – Blutiger Tango - 2019: Sechs auf einen Streich – Die drei Königskinder - 2020: Tatort: Die Zeit ist gekommen - 2020: König der Raben - 2022: Tatort: Das Herz der Schlange - 2023: Die Geschichte einer Familie |

## Auszeichnungen
- 1986: Preis des 4. Nationalen Spielfilmfestivals der DDR in der Kategorie „Bester Schnitt“ für Das Haus am Fluß
- 1989: Heinrich-Greif-Preis für ihr künstlerisches Gesamtschaffen im Schnitt
- 2000: Deutscher Filmpreis für Hans Warns – Mein 20. Jahrhundert
- 2001: Schnitt-Preis in der Kategorie „Spielfilm“ für Die Polizistin
- 2010: Geißendörfer Ehrenpreis Schnitt und Hommage beim Festival Filmplus in Köln
- 2011: „Best Editing“ für den Kurzfilm Brot, beim Rhode Island International Film Festival, USA
- 2013: Preis der DEFA-Stiftung für herausragende Leistungen im deutschen Film
- 2017: Ehrenpreis des Deutschen Filmpreises